# 8952 ODAS
8952 ODAS è un asteroide della fascia principale. Scoperto nel 1998, presenta un'orbita caratterizzata da un semiasse maggiore pari a 2,5950337 UA e da un'eccentricità di 0,0658214, inclinata di 2,25345° rispetto all'eclittica.